# Republiken Indonesiens förenta stater
Republiken Indonesiens förenta stater (indonesiska: Republik Indonesia Serikat, RIS), även kallad RUSI, var en federal stat till vilken Nederländerna formellt överförde suveräniteten över Nederländska Indien den 27 december 1949 efter de nederländsk-Indonesiska rundabordssamtalen. Detta avslutade den fyraåriga konflikten mellan indonesiska nationalister och Nederländerna som utkämpats om kontroll över Indonesien. Samtidigt trädde Indonesiens federala konstitution i kraft.
RUSI bestod av 16 statsenheter: 'Republiken Indonesien', som bestod av territorier på Java och Sumatra med totalt 31 miljoner invånare, och de 15 stater som skapats av Nederländerna, bestående av mellan 100 000 och 11 miljoner invånare.
The RUSI styrdes av ett tvåkammarparlament. Folkets representationsråd bestod av 50 representanter från Republiken Indonesien och 100 från de olika staterna, beroende på deras befolkning. Senaten hade två medlemmar från varje konstituerande del oavsett befolkningens storlek. 
Under första halvan av 1950 upplöste de icke-republikanska staterna gradvis sig själva och blev republiker. Indonesiens förenta stater upplöstes officiellt och ersattes av Republiken Indonesien, en enhetsstat, ledd av President Sukarno den 17 augusti 1950, på 5-årsdagen av den indonesiska självständighetsförklaringen.

## Stater

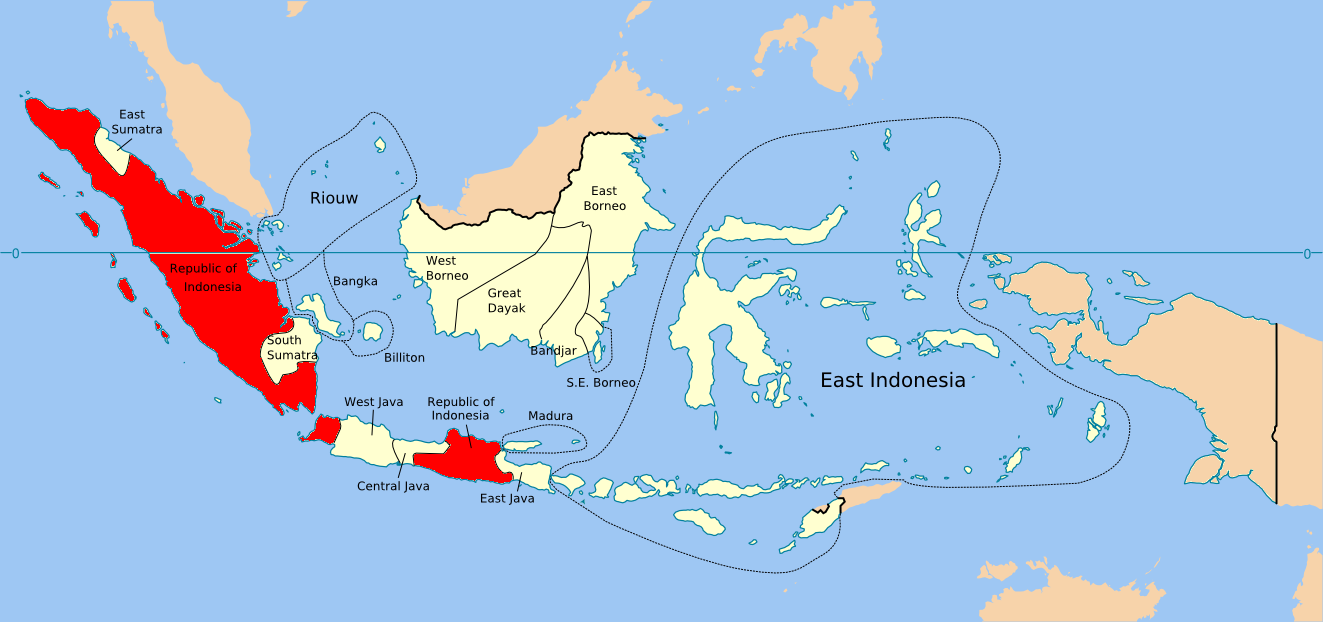
Indonesiens förenta stater. Republiken Indonesien i rött.

- Bandjar
- Bangka
- Biluton
- Central Java
- Östra Indonesien
- Östborneo
- Östjava
- Östsumatra
- Stora Dayak
- Madura
- Republiken Indonesien
- Riaouw
- Sydostborneo
- Sydsumatra
- Västborneo
- Västjava